# Миура, Мэи
Мэи Миура (яп. 三浦 芽依 Миура Мэи, род. 16 ноября 1998, Хоккайдо) — японская хоккейная нападающая. Игрок сборной Японии, дебютировавшая в 2019 году. В чемпионате Японии выступала за команду «Тоёта Сигнус». В составе юниорской сборной Японии выступала на чемпионате мира до 18 лет (2015). Победительница первого дивизиона юниорского чемпионата мира 2016. Бронзовый призёр хоккейного турнира Зимней Универсиады 2019 в Красноярске.

## Биография
Мэи Миура родилась на Хоккайдо. В чемпионате Японии играет за команду «Тоёта Сигнус». В сезоне 2014/15 дебютировала за юниорскую сборную Японии на чемпионате мира до 18 лет. Японская команда выступила неудачно, заняв последнее место и перейдя в первый дивизион. Миура не набрала результативных баллов при показателе полезности «−2». На турнире 1-го дивизиона Мэи отдала результативную передачу в стартовой матче против сборной Дании. Японки выиграли все матчи на соревновании и получили допуск в элитный дивизион.
В марте 2019 года Миура вошла в окончательный состав студенческой сборной Японии для участия на Зимней Универсиаде 2019, проводимой в Красноярске. На турнире Мэи сыграла в 7-ми матчах, заработав 6 (2+4) результативных баллов. Сборная Японии сумела завоевать бронзовые медали Универсиады, победив в матче за 3-е место сборную США со счётом 2:1. В этом же году Миура дебютировала за основную сборную Японии на чемпионате мира 2019. В стартовой игре турнира, против сборной Франции, Мэи забросила победную шайбу. Япония проиграла в 1/4 финала сборной США и заняла на турнире 8-е место.

## Статистика
| Легенда | Легенда                    | Легенда | Легенда                   | Легенда | Легенда    |
| ------- | -------------------------- | ------- | ------------------------- | ------- | ---------- |
| И       | Количество проведённых игр | Штр     | Штрафное время            | +/−     | Плюс-минус |
| Г       | Голы                       | П       | Голевые передачи          | О       | Очки       |
| -       | Статистика неизвестна      | —       | Статистика не учитывалась |         |            |

### Международная
По данным: Eurohockey.com и Eliteprospects.com

## Достижения
Командные
| Год  | Команда         | Достижение                                                  | Достижение |
| ---- | --------------- | ----------------------------------------------------------- | ---------- |
| 2016 | Япония (юниор.) | Победительница первого дивизиона юниорского чемпионата мира |            |
| 2019 | Япония (студ.)  | Бронзовый призёр Универсиады                                |            |

- По данным Eliteprospects.com.